# Graduál

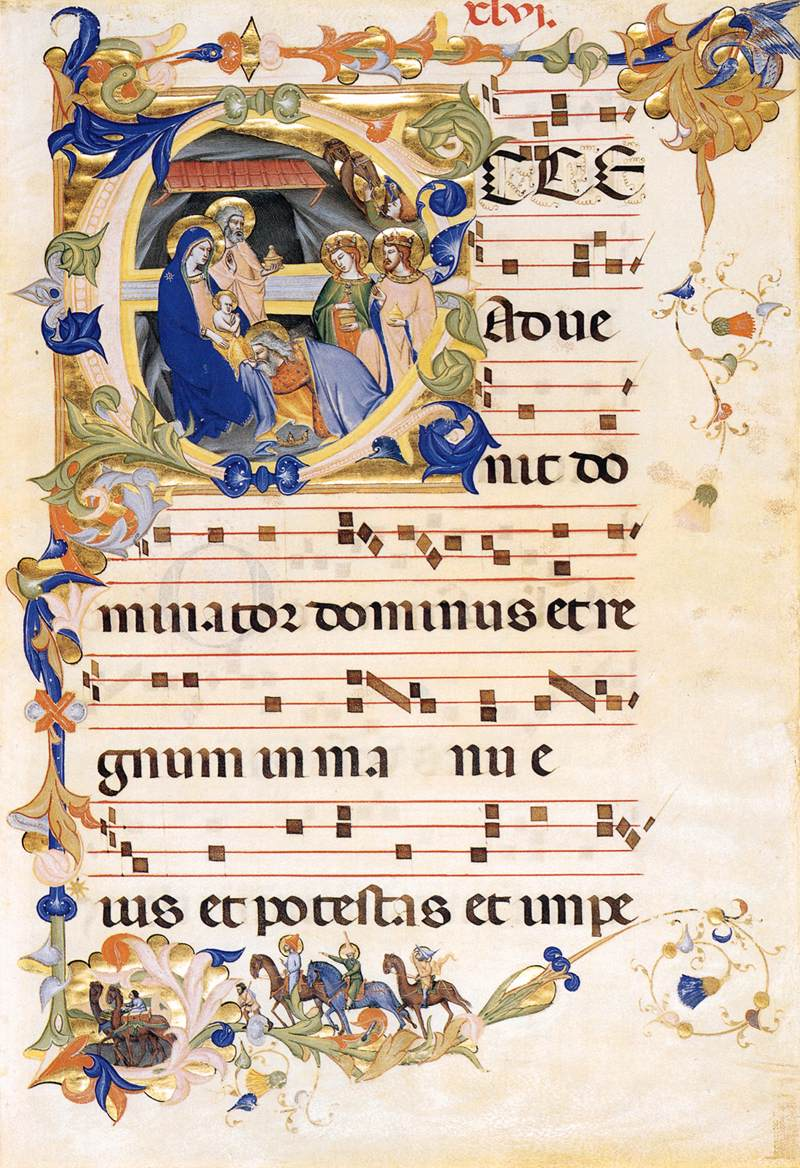
Ukázka strany z graduálu z Florencie.

Graduál je liturgická kniha obsahující zpěvy gregoriánského chorálu, včetně graduále (odtud název), používána při mešní liturgii.

## Vymezení pojmu
V katolické církvi graduál oproti kancionálu zachycuje především zpěvy na oficiální liturgické texty. V menší míře může obsahovat i jiné, například lidové písně s náboženskými motivy. Kancionál je naopak zaměřen hlavně na písně obsahující často důležitá poučení pro život z víry doplněné modlitbami. Hranice mezi nimi není ostrá, první kancionály bývaly součástí graduálů.

## Druhy graduálů
Ve své oficiální podobě se nazývá latinsky Graduale Romanum a užívá se zejména v kostelích, které mají scholu cantorum. Pro menší je určen Graduale Simplex s jednoduššími melodiemi.

## Graduály v českých zemích

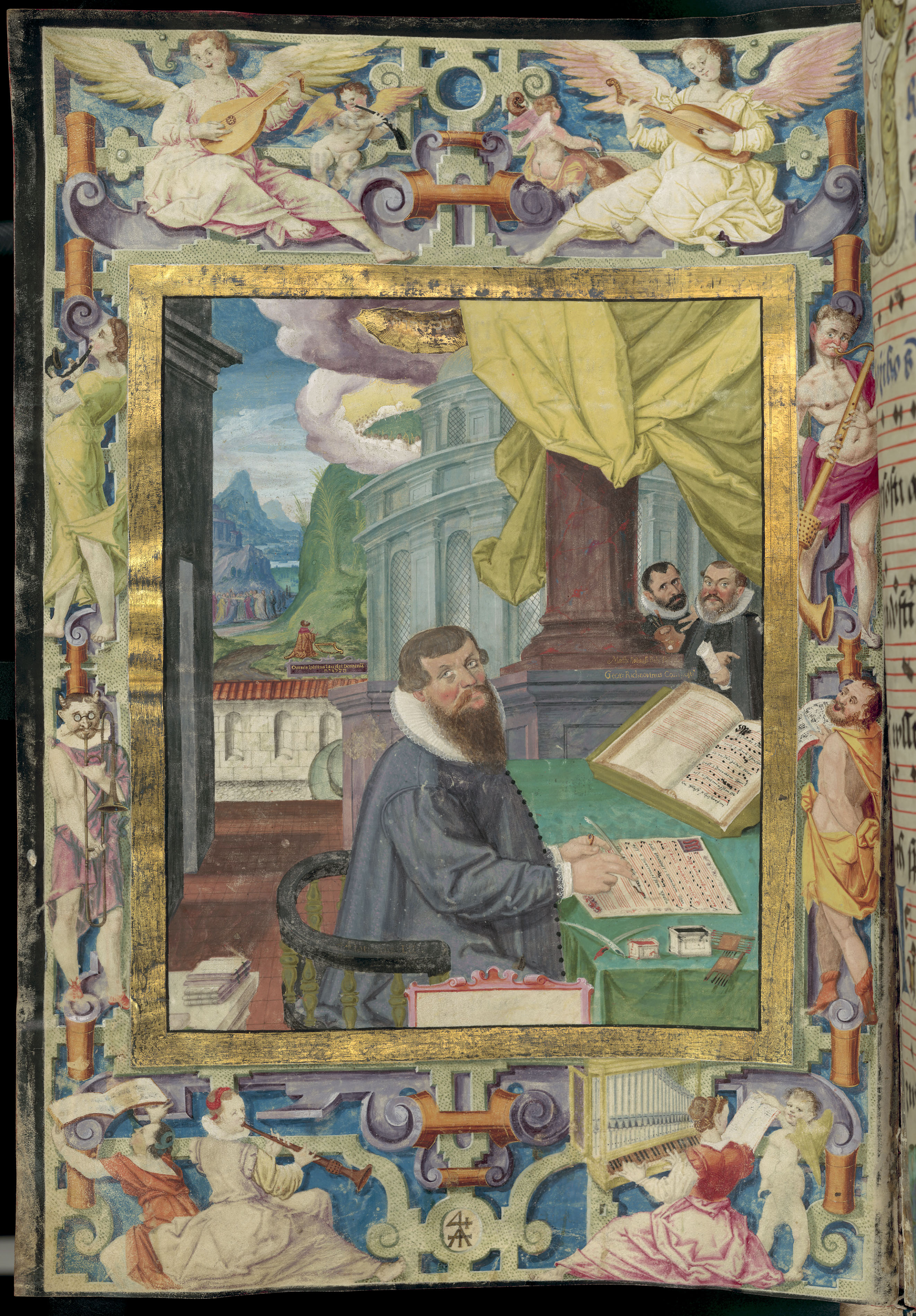
Český graduál Matouše Radouše

Ručně psané graduály bývaly velmi nákladně a bohatě iluminované. Často proto vznikaly na zakázku donátorů, kterými bývali šlechtici nebo literátská bratrstva. Tyto knihy dnes tvoří významné kulturní a umělecké dědictví.
- Ročovský graduál (1375)
- Českobudějovický graduál (1410–⁠⁠⁠⁠⁠⁠1420)
- graduál Dačický (1587)
- Chrudimské graduály (1530 a 1570)
- Litoměřický graduál (před rokem 1517)[2]
- Litomyšlský graduál (1561–⁠⁠⁠⁠⁠⁠63)
- Graduál loucký (1499)
- Malostranský graduál (I. díl, 1569–⁠⁠⁠⁠⁠⁠1572)
- Rakovnický graduál (1594)
- Smíškovský graduál
- Sobotecký graduál
- Solnický graduál (1558)
- Staroměstský graduál
- třebechovický Literátský graduál
- graduál Martina Bakaláře z Výskytné (1512)
- Žlutický graduál (1558)
- Graduál bratrstva latinských literátů v Lounech, 2 svazky (1530)
- Graduál bratrstva českých literátů v Lounech (1563)
- Český graduál malíře Matouše Radouše (1592–1604)[3]